# Didaktika informatiky
Didaktika informatiky je jednou z hlavních součástí informatiky. Od roku 1960 experti na vyšší vzdělávání, průkopníci didaktiky počítačové vědy, vyvíjejí směrnice a doporučení pro studijní osnovy. O deset let později byla počítačová věda předmětem pro středoškolské vzdělání. Didaktika informatiky se stala také studijním předmětem ve vzdělávání učitelů informatiky.
V současnosti se na školách vzdělávací cíle předmětu informatika kompletně mění z programování menších nepodmíněných řešení, k modelaci konstrukce a dekonstrukce komplexů a objektově orientovaných systémů počítačové vědy. Zde je ovšem veliký rozdíl mezi didaktickými potřebami a publikovanými závěry výzkumů na poli tohoto oboru, např. naučná hodnota informatiky, základní myšlenky informatiky, didaktické systémy informatiky, porozumění systému informatiky, edukační standardy počítačových věd, mezinárodní studijní plány.
Modernizací prochází nejen výuka na školách, ale i příprava učitelů informatiky, která nově nerozvíjí jen kompetence spojené s tím, jak naučit žáky pracovat s uživatelskými programy, ale i programováním. Učitel informatiky je odborník, který nejen, že se orientuje v oboru informatika, ale rovněž umí poznatky vhodně předat dalším lidem. S tím souvisí didaktické dovednosti. Učitelé informatiky jsou připravováni na vysokých školách v rámci oboru Učitelství informatiky.  Didaktika jako vědní disciplína je systematicky rozvíjena v rámci doktorského studia Didaktika informatiky.

## Cíle
Didaktika informatiky má za úkol poskytnout úspěšné výsledky výzkumu k podpoře obsahu a osnovy informatických systémů, a realizovat všechny nové metody učení a vyučování ve středním a vyšším vzdělávání. Toto dílčí pole se zaměřuje na bližší poznávání vývojových kompetencí počítačové vědy a na specifické strategie analýz, osnov, uskutečnění a hodnocení kvalitních hodin v informatice.

## Pedagogický význam informatiky
Pedagogický význam informatiky je stanoven novými technologiemi civilizace. Kompozice výukových a učebních procesů k získání informatické civilizační technologie je známá od té chvíle, kdy se hlouběji vyhodnotilo přispění informatiky k hlavnímu vzdělání.
Schwill odvodil základní myšlenky informatiky jako algoritmizaci, strukturovanou dekompozici, a jazyky v souladu s pedagogickými kritérii. Wirth (Niklaus Wirth) zdůraznil pedagogický význam programování zkonstruováním abstraktních strojů.
Informatika, formální věda stejně jako inženýrské vědy, se stala základní vědou sociálního rozvoje. Zdůrazňuje speciální principy a metody pro modelování, abstrakci a konstrukci. Nicméně, toto nejsou jediné důvody proč je informatika na tak význačné pozici mezi vědami. Je to tendence ovlivnit další jiná odvětví vědy, co dělá informatiku tak unikátní a důležitou pro hlavní vzdělávání. I tak zde nejde jen o užívání nástrojů, tj., informatické systémy jsou stále na prvním místě.
Pro hlavní vzdělávání, spirálovitého rozvoje, které bylo pozorováno v různých vědách pod vlivem informatiky, je zajímavé:
- Nejprve jsou zde cvičení, která jsou řešena kompletně intuitivně, tj. heuristicky.
- Při pochopení problému se tvoří chráněné teoretické prostředí. To vede k informatickému modelování podproblému.
- Z toho jsou nové heuristiky odvozeny na vyšší stupeň.

Touto cestou intelektuální techniky informatiky mění výzkum a přednášení v jiných předmětech, včetně pedagogiky, a podporují vědomosti v pořadí až k největším složitostem.
Takto může být pedagogický význam informatiky hledán v důležitosti strukturace informatiky, jako metoda poznání uvnitř jiné vědy, až izolovaně od informatických systémů.

## Základní myšlenky informatiky
Základní myšlenka informatiky je schéma pro myšlení, konání, popsání či vysvětlení, které splňuje čtyři kriteria:
Horizontální kriteriumZákladní myšlenka je použitelná nebo pozorovatelná v mnoha směrech a rozdílných oblastech informatiky a organizuje a integruje bohatství jejich divů. Tuto vlastnost nazýváme Horizontální kriterium v momentě, kdy tato myšlenka může být považována za horizontální různoběžnou linii s velkým množstvím oblastí k jejímu využití.
Vertikální kriteriumZákladní myšlenka může být vyučována na každém intelektuálním stupni. Jerome Bruner (1960) prohlásil, že "jakýkoliv předmět může být vyučován efektivně v několika racionálních formách kterémukoliv dítěti v jakémkoliv stádiu jeho rozvoje". To předpokládá, že základní myšlenka organizuje témata dané oblasti také ve vertikální dimenzi: Myšlenka může být vyučována na úrovni základní školy stejně tak jako na úrovni univerzit. Prezentace se liší pouze stupněm detailů a formováním. Čili, myšlenka může sloužit jako metodický pokyn pro hodiny na jakékoliv úrovni veškerých vyučovacích procesů a myšlenky mohou být pravidelně zpětně probírány hlouběji a komplexněji.
Kriterium časuZákladní myšlenka může být jednoduše sledovatelná během historického vývoje informatiky a bude relevantní v dlouhém časovém běhu. Tato vlastnost je důležitá ze dvou důvodů. Za prvé, dává nám jakýsi klíč k nalezení základních idejí: vědecké pojmy, koncepty struktur počítačové vědy, které mají definované historické pozadí jsou mnohem více základními myšlenkami informatiky, než současné vývojové trendy. Za druhé, hodiny založené na základních myšlenkách se nestanou tak brzy zastaralými jako hodiny tradiční – největší přednost ve výuce informatiky daná jejím dynamickým rozvojem.
Kriterium smysluZákladní myšlenka má také své využití v každodenním životě a je spojena s běžným jazykem a myšlením – kontext je neteoretický a nevědecký.
Jedině precizní definice mění myšlenku „se smyslem“ v přesnou představu „bez smyslu“.
Z pedagogického úhlu pohledu je toto kriterium blízce spojeno s kriteriem vertikálním.
Kdykoli máme vyučovat základy na nižším intelektuálním stupni, tj. máme studentům poskytnout první neurčité informace o této myšlence, měli bychom začít se situacemi běžného života, kde se s těmito základními myšlenkami mohou setkat.

## Didaktické systémy informatiky
Na světové konferenci o počítačích ve vzdělání (WCCE) 2001 pořádané Mezinárodní federací pro zpracování informací (IFIP). Představili T. Brinda a S. Schubert nový koncept nazvaný “Didaktické systémy informatiky” [Torsten Brinda a Sigrid Schubert, 2001]. Tento koncept ovlivnil diskuze o učebních osnovách pro střední a vysoké školy. Hlavním záměrem tohoto konceptu je vytvoření a shromáždění uspořádané sbírky materiálů pro výuku. Tyto materiály by svou dostupností měly vést ke znalostnímu rozvoji studentů, a to přesně v cílové skupině pro kterou bude tato část sbírky určena.
Tyto znalosti z oboru informatiky zjednoduší komunikaci v rámci didaktiky informatiky a zpřesní vzdělávací výsledky. Hlavními body takového didaktického systému jsou:
- Uspořádání znalostí, např. grafů jako charakteristických typů struktur které jsou důležité pro znalost předmětu
- Praktické hodiny zaměřené na procvičování
- Prozkoumávání systému

Grafy (graf (datová struktura)) ukazují prvky patřící do výuky informatiky, které mohou být měřeny a hodnoceny pomocí prostředků sloužících ke kontrole učebního výsledku. Pro studenty se tak stane úroveň jejich dosaženého vzdělání více hmatatelná.
Míru obtížnosti praktických hodin a zvolených grafů můžeme dobře porovnat pomocí přesně určené učební osnovy. Informatika nebyla zapojená do „Programu pro mezinárodní studentské srovnávání“ (PISA). Proto je nutné spojit aktivity týkající se didaktiky informatiky a učební osnovy. PISA studie jsou vhodné pro výuku informatiky, protože základní osnova není nutná a všechny použité zdroje byly zpracovány na stejném základě.

## Porozumění systémům informatiky
V modelu vzdělávání pro porozumění informatice je nejdůležitějším faktem systematické zkoumání a hodnocení systému této vědy. Použití vybraných softwarových příkladů učení Pattern Park zaměřených na spojení skutečného příkladu a vnitřní informatické struktury. Nicméně, studie případu, včetně závěrečné zkoušky ukázala, že se tato provázanost musí zlepšit. Zejména experiment zaměřený na zjištění chování počítačových systémů byl pro studenty velmi obtížný. Vyhodnocení pracovních výkazů pomocí fronty témat a iterace ukázalo, že studenti nebyli téměř schopni formulovat adekvátní hypotézy, které jsou předpokladem pro řízení výpočetního experimentu.
Pro popsání cvičení proto navrhujeme následující, menší rozdíly mezi předpoklady:
SAPozorovatelné chování informatického systému může být zjištěno buď pozorováním nebo pomocí informatického experimentu. Proto musí být hypotézy dokázány v experimentech. Studenti použijí konkrétní informatický systém, např. pomocí softwarové aplikace uskuteční a objasní základní myšlenky informatiky pomocí chování samotné aplikace. Experimenty se mohou opakovat. Pomocí výukového softwaru mohou být poskytovány animace chování dané aplikace. Cvičení mohou být také použita k tomu, aby byl student připraven na neočekávané chování aplikace. Podkategorie zahrnují analýzu požadavků a popis případů použití.
SABKombinace chování a vnitřní struktury. Studenti popisují sledované chování během experimentu pomocí funkčních modelů. Během vyučování byla procvičována například úloha: „Je dána definice a struktura fronty na straně jedné a na straně druhé struktura složená z iterátoru a fronty. Otázkou bylo jaké chování by nastalo během použití softwaru, který je založený na principu obou metod. Jsou zjištěny hlavní myšlenky, nutné postupy, designové problémy a jsou reprezentovány externě aby si studenti mohli představit jejich strukturu. Studenti jsou schopni vysvětlit důvod, proč byla vybrána specifická vnitřní struktura s přihlédnutím k zamýšlenému chování informačního systému.
SACKombinace chování a konstrukce informačního systému u konkrétní realizace může být zkoumána systematickým testováním. Údaje testu odpovídají chování, zatímco kontrolní stanoviště zpracovává zdrojový kód. Během vyučování byla zadána úloha: „Měnit algoritmus iterátoru. Rozlišit chování systému pořadím výsledného sledu prvků čekajících ve frontě. Například stejný příkaz znamená, že výsledky patří ke stejné třídě rovnosti.“
SBVšeobecně řečeno, vnitřní strukturu znají pouze vývojáři, ale už ji neznají uživatelé. Vnitřní struktura může být také zjištěna pomocí analýzy komponent. Studenti aplikují různé diagramy, např., třídu, účel, sekvenční diagramy a další okolnosti, aby si lépe představili vnitřní strukturu. Je nutné zvážit dynamické a statické znázornění. Mohou být aplikovány „návrhové vzory“ jako jedno řešení problémů na které jsme narazili.
SBCPro větší specifikaci je nutná kombinace vnitřní struktury a konstrukce konkrétní realizace. Při takovém uspořádání je vhodné použít „návrhové vzory“ např., styly závisí na konkrétním programovacím jazyku, ale mají předdefinovanou strukturu.
SCPro realizaci konkrétní konstrukce potřebujeme dobrou znalost programovacího jazyka. Studie ukazují, že studenti často při vytváření programu zklamou, dokonce i když umí programovat. Je to způsobeno tím, že nevidí výsledný program jako celek ale pouze jako jeho jednotlivé části. Dalšími detaily se v tomto článku nebudeme zabývat, protože pro všeobecné vzdělání nejsou podstatné.
Cvičení, které mohou být takto vedeny při hodinách, spojí různé pohledy na informatiku a pomáhají tvořit celkový obraz. Zvláště mylné názory je možné odstranit v průběhu procesu učení, protože se studenti učí používat svoje znalosti. Pro dosažení znalosti základních myšlenek není nutné dbát na všechny kombinace názorů. Zvláště v základním školství nepotřebujeme kategorie SC a SBC, protože jsme zaměření na všeobecné vzdělání, ne na programování. Místo toho chceme vysvětlit chování informatiky, proto jsou zde kategorie SA, SAB a SAC. Nejdůležitější je kategorie SB, protože pro všeobecné vzdělání je popsaní statických a dynamických procesů nutné.” [Peer Stechert a Sigrid Schubert, 2007]

### Učební osnovy informatiky
Pro výuku informatiky můžeme použít doporučení, učební plány nebo náročná vyučovací pojetí výuky. Informatika má jako jeden z mála předmětů široké spektrum studentů. Od začátečníků až po programátory. Je zde tendence k mezinárodně sladěným metodám pro vzdělávání v daných skupinách. Bohužel taková data pro předmět informatika na základní škole zatím ještě nejsou k dispozici. Ačkoli na některých středních školách k dispozici jsou. Pro přípravu učebních osnov při výuce informatiky jsou nutné materiály jak pro přípravu učitele tak pro studenty. Mezi tyto materiály patří např., základní cíle předmětu nebo didaktické metody. Základní myšlenky se zabývají tím jakým směrem se bude vyučovaný předmět ubírat zatímco didaktické metody se zaobírají tím jakým způsobem látku studentům podat.

### Mezinárodní učební plány informatiky
Informatika a komunikační technologie ve vzdělání pro střední školy – učební plán pro střední školy. V organizaci UNESCO a IFIP (Mezinárodní federaci pro zpracování informací) je učební plán předmětu informatika (Informační Technologie) definován jako: „Technologické aplikace informatiky ve společnosti“ [UNESCO a IFIP, 2002, p. 9]. ICT je IT zkombinovaná s dalšími technologiemi, z největší části s komunikační technologií. Proto ICT primárně pozoruje IT z hlediska orientovaných aplikací, např. uživatelsky-orientované aplikace.
V učebních plánech UNESCO a IFIP jsou čtyři fáze vyučování a učení:
1. „Počítačová gramotnost“ – Hlavním cílem je bližší seznámení studenta s technologií ICT
2. „Aplikace ICT v rámci předmětu“ – např. Jak používat ICT nástroje
3. „Použití ICT v učebním plánu“ – je zaměřeno na to, jak a kdy použít ICT ve výuce
4. „Specializace v ICT“ – v této fázi se jedná o specializaci při použití ICT

V prvním bodě jsou zahrnuty i moduly „informace a komunikace“ (A7) a modul zabývající se „společenskými a etickými tématy“ (A8), který odkazuje přímo k cílům a obsahům jak je popsáno výše. V bodech dvě a tři není kladen důraz IT, ale na témata související, jako např., témata spojená s matematikou nebo projektové vyučování. V bodě čtyři jsou zakomponovány některé další koncepty informatiky ale bez přímé návaznosti na využití internetu.” [Stefan Freischlad, 2006]

## Modelový učební plán pro výuku informatiky stupně K–12
“Sdružení pro výpočetní techniku (ACM) navrhuje rozdělení učebního plánu, pro výuku informatiky, do čtyři úrovní. Úroveň jedna poskytuje studentům základy informatiky. Je doporučeno integrovat tuto část do jiných předmětů a vytvořit tak mezipředmětové vazby. Úroveň dvě by měla navazovat a je nazývána „informatika v moderním světě“. Cílem je připravit studenty na práci s výpočetní technikou, a to spíše z pohledu uživatele než z pohledu návrháře. Tato úroveň je považována za poslední povinný kurs, a pro většinu studentů také poslední příležitost pro dosažení potřebných vědomostí a schopností. Úroveň dvě se snaží objasnit všem studentům principy informatiky ale také schopnost aplikovat počítač v běžném životě. Kurs by měl studentům objasnit základní uživatelské kompetence. ACM plánuje i třetí úroveň nazývanou „Použití analýzy a designu v informatice“. Tento kurs bude volitelný. Studium druhé úrovně bude pokračovat. „Bude klást zvláštní důraz na vědecké a inženýrské aspekty informatiky“ [ACM, 2006, str. 11]. Úroveň čtyři je zaměřena na podrobné studium jedné oblasti informatiky” [Stefan Freischlad, 2006].